# Babylonische Reichsordnung
Als Babylonische Reichsordnung bezeichnet man die nach dem Tod Alexanders des Großen im Juni 323 v. Chr. in Babylon getroffenen (vorläufigen) Vereinbarungen und Ämterzuweisungen unter den Generalen Alexanders. Sie war die Grundlage der daraus entstehenden Herrschaft der Diadochen über das Alexanderreich.

## Situation
Am 10. Juni 323 v. Chr. war Alexander, mitten in der Vorbereitung eines weiteren Eroberungszuges, in Babylon verstorben. Für seine Nachfolge hatte er keinerlei Vorsorge getroffen. Er hatte lediglich an Perdikkas, den ranghöchsten General und Somatophylax („Leibwächter“), seinen Siegelring übergeben und den Wunsch geäußert, im Ammoneion von Siwa begraben zu werden.
Perdikkas lud ranghohe makedonische Befehlshaber und die Leibwächter in den Palast von Babylon, um über die Situation nach Alexanders Tod zu beraten. Doch auch viele Soldaten drängten sich dazu. Hierdurch kam es zu einer nicht vorher beschlossenen makedonischen Heeresversammlung, die aber wegen der aktuellen chaotischen Lage nach dem Ableben des Königs entscheidungsbefugt war. Perdikkas legte Alexanders Siegelring wieder nieder und regte an, sich auf eine einstweilige Regelung zu einigen, bis Alexanders schwangere Witwe Roxane ihr Kind geboren habe. Falls sie einen Sohn zur Welt brächte, sollte dieser seinem Vater, dem verstorbenen König, auf den Thron folgen. Unter anderem wegen der nichtmakedonischen Herkunft Roxanes wurde Perdikkas’ Ansinnen von mehreren Teilnehmern der Versammlung abgelehnt. 
Ptolemaios, führender General und enger Freund Alexanders, äußerte, dass nicht die Abstammung, sondern Leistung zum Herrschen befähige, konnte sich aber mit seinem – im Nachhinein weitblickenden – Vorschlag auch nicht durchsetzen. Auf die Intervention eines Soldaten wurde Alexanders Stiefbruder Arrhidaios als nächster Angehöriger des makedonischen Königshauses hereingebracht und unter dem Namen Philipp III. zum König proklamiert. Allerdings galt er als regierungsunfähig. In dieser gespannten Situation wurden aus den Reihen der Unterstützer einer Thronfolge des Arrhidaios, vornehmlich den von Meleagros angeführten Infanteristen, Pfeile in Richtung Perdikkas abgeschossen. Dieser verließ daraufhin den Palast und verbündete sich mit den Reiterführern gegen die Fußtruppen.

## Inhalt der Reichsordnung
In der Folge beherrschte die Partei des Meleagros die Umgebung des Palastes von Babylon. Perdikkas sorgte dafür, dass keine Getreidelieferungen mehr in das von seinen Gegnern besetzte Areal möglich waren. Schließlich wurde eine zweite Heeresversammlung vor der Bahre Alexanders im Palast einberufen. Die Streitparteien einigten sich auf folgende Punkte, die von der Heeresversammlung bestätigt wurden:
- Die Wahl des Arrhidaios zum König wurde bestätigt. Ein eventueller Sohn der Roxane könnte Mitkönig werden.
- Antipater, der bereits Reichsverweser in Makedonien war, wurde zum Strategen der europäischen Gebiete.
- Perdikkas wurde Chiliarch, d. h. Anführer der Hetairoi, der Adelsreiterei. Später trat er das Amt an Seleukos ab.
- Krateros sollte Repräsentant und Sprecher des Königs (Prostates) werden.[5]
- Führer der Somatophylaken wurde Kassander.
- Die Satrapien wurden unter den ranghöchsten Philoi und Somatophylaken aufgeteilt.[6]
- Der Leichnam Alexanders sollte dessen Wunsch gemäß nach Siwa überführt werden.[7]

Da Krateros abwesend war, wurde das Amt kommissarisch von Perdikkas übernommen, der es dann aber behielt und in der Folge zum umfassend befugten Reichsverweser (Epimeletes) wurde.
Von den Bestellungen als Satrapen erwies sich in der Folge vor allem die Zuweisung Ägyptens an Ptolemaios als bedeutsam. Die hier aufgeführte Liste orientiert sich an den Angaben des Diodor und des Arrian. Mit einem Stern (*) gekennzeichnete Personen hatten ihr Amt bereits zum Zeitpunkt von Alexanders Tod inne.
| Statthalter              | Provinzen                                   |
| Antipater* und Krateros  | Makedonien & Illyrien                       |
| Lysimachos               | Thrakien                                    |
| Leonnatos                | Kleinphrygien („hellespontisches Phrygien“) |
| Asandros                 | Karien                                      |
| Menandros*               | Lydien                                      |
| Antigonos Monophthalmos* | Großphrygien, Pisidien, Lykien & Pamphylien |
| Philotas*                | Kilikien                                    |
| Eumenes                  | Kappadokien, Paphlagonien & Pontos          |
| Neoptolemos              | Armenien                                    |
| Laomedon                 | Syrien                                      |
| Ptolemaios               | Ägypten, Libyen & Arabien                   |
| Arkesilaos*              | Mesopotamien                                |
| Archon                   | Babylonien                                  |
| Peithon                  | Großmedien („unteres Medien“)               |
| Atropates*               | Kleinmedien („oberes Medien“, „Atropatene“) |
| Koinos*                  | Susiana                                     |
| Peukestas*               | Persis                                      |
| Phrataphernes*           | Parthien, Hyrkanien & Tapurien              |
| Tlepolemos*              | Karmanien                                   |
| Philippos*               | Baktrien & Sogdien                          |
| Stasanor*                | Areia & Drangiana                           |
| Oxyartes*                | Paropamisaden & Gandhara                    |
| Sibyrtios*               | Arachosien & Gedrosien                      |
| Taxiles*                 | Punjab („oberes Indien“)                    |
| Poros*                   | Indien zwischen Hydaspes und Akesines       |
| Peithon*                 | Indusdelta („unteres Indien“)               |

Nach dem Tod des Perdikkas erfolgte 320 v. Chr. eine neue Aufteilung der Reichsgebiete in der Konferenz von Triparadeisos.